# No More (I Can’t Stand It)
A No More (I Can't Stand It) című dal a német duó Maxx második kimásolt kislemeze a To The Maxximum című albumról, követve a debütáló kislemez Get-A-Way sikerét. A dal 8. helyezett lett az angol kislemezlistán, bár kevesebb fogyott belőle, több slágerlistára is felkerült.

## Megjelenések
CD Maxi  Németország Blow Up – INT 825.648
1. No More (I Can't Stand It) (Airplay Mix)	3:45
2. No More (I Can't Stand It) (Club Mix)	6:11
3. No More (I Can't Stand It) (Hot Mix)	4:42
4. No More (I Can't Stand It) (Welcome To The Terrordome Mix) - 5:30
5. More (I Can't Stand It) (Paradise Garage Mix) - 5:34
6. No More (I Can't Stand It) (Mr. Gee's Mix) - 4:52

## Slágerlista
| Slágerlista (1994)                    | Legmagasabb helyezés |
| ------------------------------------- | -------------------- |
| Australia (ARIA)                      | 186                  |
| Ausztria (Ö3 Austria Top 40)          | 9                    |
| Belgium (Ultratop 50 Flanders)        | 7                    |
| Finland (Suomen virallinen lista)     | 2                    |
| Franciaország (Single Top 100)        | 16                   |
| Ireland (IRMA)                        | 11                   |
| Németország (Media Control Charts)    | 10                   |
| Netherlands (Dutch Top 40)            | 5                    |
| Norvégia (VG-lista)                   | 8                    |
| Svédország (Sverigetopplistan)        | 4                    |
| Svájc (Schweizer Hitparade)           | 12                   |
| Egyesült Királyság (UK Singles Chart) | 8                    |